# 弗雷德里克·桑格
弗雷德里克·桑格，OM，CH，CBE，FRS（英語：Frederick Sanger，1918年8月13日—2013年11月19日），英國生物化學家，曾經在1958年及1980年兩度獲得諾貝爾化學獎，是第四位兩度獲得諾貝爾獎，以及第一位獲得兩次化學獎的人。

## 早年
桑格於1918年8月13日出生於英國格洛斯特郡，父親是一位醫生。從布萊恩斯滕高中（Bryanston School）畢業後，桑格進入了劍橋大學聖約翰學院，並於1939年完成自然科學文學士學位。他原本打算研究醫學，但後來轉而對生物化學感興趣，而劍橋在當時也正好有許多早期的生物化學先驅。桑格在1943年獲得哲學博士學位。他在1940年時與玛格丽特·瓊·豪（Margaret Joan Howe）結婚，他們育有兩個兒子和一個女兒。

## 蛋白質與DNA序列研究
桑格在1955年將胰島素的胺基酸序列完整地定序出來，同時證明蛋白質具有明確構造。他利用自己新發現的桑格試劑，也就是2,4-二硝基氟苯（2,4-dinitrofluorobenzene）將胰島素降解成小片段，並與專門水解蛋白質的胰蛋白酶混合在一起。再將一部分混合物的樣本置放於濾紙的一面，並利用一種色層分析方法來做進一步的實驗，首先他將一種溶劑從單一方向通過濾紙，同時又讓電流以相反向通過。
由於不同的蛋白質片段有不同的溶解度與電荷，因此在电泳后，這些片段最後會各自停留在不同的位置，產生特定的圖案。桑格將此圖案稱為「指紋」；不同的蛋白質擁有不同的圖案，成為可供辨識且可重現的特徵。之後桑格又將小片段從新組合成胺基酸長鏈，進而推導出完整的胰島素結構。因此得出結論，認為胰島素具有特定的胺基酸序列。這項研究使他單獨獲得了1958年的諾貝爾化學獎。
1975年時，桑格發展出一種稱為鏈終止法（chain termination method）的技術來測定DNA序列，這種方法也稱做「雙去氧終止法」（Dideoxy termination method）或是「桑格法」。兩年之後，他利用此技術成功定序出Φ-X174噬菌體（Phage Φ-X174）的基因組序列。這也是首次完整的基因組定序工作。他所發明的技術比起當時其他方法使用了較不具毒性的材料。主要是先進行DNA 合成，利用DNA引子和DNA聚合酶使DNA鏈得以展開複製，再利用雙去氧核苷酸（dideoxynucleotides）來終止DNA鏈的合成。實驗會使不同序列的DNA帶有不同長度，使其得以經由電泳來做分析。
這項研究後來成為人類基因組計畫等研究得以展開的關鍵之一，並使桑格於1980年再度獲得諾貝爾化學獎，與桑格合作研究的沃特·吉爾伯特，以及另一團隊的保羅·伯格也一同獲獎。第二座諾貝爾獎使他成為繼瑪莉·居里、萊納斯·鮑林，以及約翰·巴丁之後的第四位兩度獲獎者。到了1979年，桑格又與吉爾伯特和伯格一同獲得哥倫比亞大學的路易莎·格羅斯·霍維茨獎。

## 晚年
桑格於1983年退休，英國的維康信託基金會和英国医学研究委员会（Medical Research Council），於1993年成立了桑格中心（Sanger Centre），這座研究機構現在稱為维康桑格研究所（Wellcome Sanger Institute），地點位於英國劍橋，是世界上進行基因組研究的主要機構之一。2007年，維康信託提供英國生物化學學會一項補助，使其為桑格從1989年以後的實驗研究紀錄進行建檔及保存。
根据英国医学研究理事会2013年11月20日证实的消息，桑格于19日在剑桥一家医院熟睡中去世。

## 其他名譽及頭銜
- 1954年成為皇家學會院士（FRS）
- 1963年獲得英帝國司令勳章（CBE）
- 1981年獲得名譽勳位（CH）
- 1986年獲得功績勳章（OM）

## 相關文獻
- A. Neuberger, F. Sanger. . The Biochemical Journal. 1942-09, 36 (7-9): 662–671  [2019-02-13]. ISSN 0264-6021. PMC 1266851 . PMID 16747571. （原始内容存档于2020-04-16）.
- A. Neuberger, F. Sanger. . The Biochemical Journal. 1944, 38 (1): 119–125  [2019-02-13]. ISSN 0264-6021. PMC 1258037 . PMID 16747737. （原始内容存档于2020-04-16）.
- F. Sanger. . The Biochemical Journal. 1945, 39 (5): 507–515  [2019-02-13]. ISSN 0264-6021. PMC 1258275 . PMID 16747948. （原始内容存档于2020-04-07）.
- F. Sanger. . Nature. 1947-08-30, 160 (4061): 295  [2019-02-13]. ISSN 0028-0836. PMID 20344639. （原始内容存档于2020-04-16）.
- R. R. Porter, F. Sanger. . The Biochemical Journal. 1948, 42 (2): 287–294  [2019-02-13]. ISSN 0264-6021. PMC 1258669 . PMID 16748281. （原始内容存档于2020-04-07）.
- F. Sanger. . The Biochemical Journal. 1949, 44 (1): 126–128  [2019-02-13]. ISSN 0264-6021. PMC 1274818 . PMID 16748471. （原始内容存档于2020-04-16）.
- F. Sanger. . The Biochemical Journal. 1949, 45 (5): 563–574  [2019-02-13]. ISSN 0264-6021. PMC 1275055 . PMID 15396627. （原始内容存档于2020-04-16）.
- Sanger, F.; Tuppy, H., , Biochemical Journal, 1951a, 49 (4): 463–481, PMC 1197535 , PMID 14886310.
- Sanger, F.; Tuppy, H., , Biochemical Journal, 1951b, 49 (4): 481–490, PMC 1197536 , PMID 14886311.
- Sanger, F.; Thompson, E.O.P., , Biochemical  Journal, 1953a, 53 (3): 353–366, PMC 1198157 , PMID 13032078.
- Sanger, F.; Thompson, E.O.P., , Biochemical Journal, 1953b, 53 (3): 366–374, PMC 1198158 , PMID 13032079.
- Sanger, F.; Thompson, E.O.p.; Kitai, R., , Biochemical Journal, 1955, 59 (3): 509–518, PMC 1216278 , PMID 14363129.
- Ryle, A.P.; Sanger, F.; Smith, L.F.; Kitai, R., , Biochemical Journal, 1955, 60 (4): 541–556, PMC 1216151 , PMID 13249947.
- Brown, H.; Sanger, F.; Kitai, R., , Biochemical Journal, 1955, 60 (4): 556–565, PMC 1216152 , PMID 13249948.
- Sanger, F., , Science, 1959, 129 (3359): 1340–1344, Bibcode:1959Sci...129.1340G, PMID 13658959, doi:10.1126/science.129.3359.1340.
- Milstein, C.; Sanger, F., , Biochemical Journal, 1961, 79 (3): 456–469, PMC 1205670 , PMID 13771000.
- Marcker, K.; Sanger, F., , Journal of Molecular Biology, 1964, 8 (6): 835–840, PMID 14187409, doi:10.1016/S0022-2836(64)80164-9.
- Sanger, F.; Brownlee, G.G.; Barrell, B.G., , Journal of Molecular Biology, 1965, 13 (2): 373–398, PMID 5325727, doi:10.1016/S0022-2836(65)80104-8.
- Brownlee, G.G.; Sanger, F.; Barrell, B.G., , Nature, 1967, 215 (5102): 735–736, Bibcode:1967Natur.215..735B, PMID 4862513, doi:10.1038/215735a0.
- Brownlee, G.G.; Sanger, F., , Journal of Molecular Biology, 1967, 23 (3): 337–353, PMID 4291728, doi:10.1016/S0022-2836(67)80109-8.
- Brownlee, G.G.; Sanger, F.; Barrell, B.G., , Journal of Molecular Biology, 1968, 34 (3): 379–412, PMID 4938553, doi:10.1016/0022-2836(68)90168-X.
- Adams, J.M.; Jeppesen, P.G.; Sanger, F.; Barrell, B.G., , Nature, 1969, 223 (5210): 1009–1014, Bibcode:1969Natur.223.1009A, PMID 5811898, doi:10.1038/2231009a0.
- Barrell, B.G.; Sanger, F., , FEBS Letters, 1969, 3 (4): 275–278, PMID 11947028, doi:10.1016/0014-5793(69)80157-2.
- Jeppesen, P.G.; Barrell, B.G.; Sanger, F.; Coulson, A.R., , Biochemical Journal, 1972, 128 (5): 993–1006, PMC 1173988 , PMID 4566195.
- Sanger, F.; Donelson, J.E.; Coulson, A.R.; Kössel, H.; Fischer, D., , Proceedings of the National Academy of Sciences USA, 1973, 70 (4): 1209–1213, Bibcode:1973PNAS...70.1209S, PMC 433459 , PMID 4577794, doi:10.1073/pnas.70.4.1209.
- Sanger, F.; Coulson, A.R., , Journal of Molecular Biology, 1975, 94 (3): 441–448, PMID 1100841, doi:10.1016/0022-2836(75)90213-2.
- Sanger, F.; Nicklen, S.; Coulson, A.R., , Proceedings of the National Academy of Sciences USA, 1977, 74 (12): 5463–5467, Bibcode:1977PNAS...74.5463S, PMC 431765 , PMID 271968, doi:10.1073/pnas.74.12.5463. According to the Institute for Scientific Information (ISI) database, by October 2010 this paper had been cited over 64,000 times.
- Sanger, F.; Air, G.M.; Barrell, B.G.; Brown, N.L.; Coulson, A.R.; Fiddes, C.A.; Hutchinson, C.A.; Slocombe, P.M.; Smith, M., , Nature, 1977, 265 (5596): 687–695, Bibcode:1977Natur.265..687S, PMID 870828, doi:10.1038/265687a0.
- Sanger, F.; Coulson, A.R., , FEBS Letters, 1978, 87 (1): 107–110, PMID 631324, doi:10.1016/0014-5793(78)80145-8.
- Sanger, F.; Coulson, A.R.; Barrell, B.G.; Smith, A.J.; Roe, B.A., , Journal of Molecular Biology, 1980, 143 (2): 161–178, PMID 6260957, doi:10.1016/0022-2836(80)90196-5.
- Anderson, S.; Bankier, A.T.; Barrell, B.G.; De Bruijn, M.H.; Coulson, A.R.; Drouin, J.; Eperon, I.C.; Nierlich, D.P.; Roe, B.A., , Nature, 1981, 290 (5806): 457–465, Bibcode:1981Natur.290..457A, PMID 7219534, doi:10.1038/290457a0.
- Anderson, S.; De Bruijn, M.H.; Coulson, A.R.; Eperon, I.C.; Sanger, F.; Young, I.G., , Journal of Molecular Biology, 1982, 156 (4): 683–717, PMID 7120390, doi:10.1016/0022-2836(82)90137-1.
- Sanger, F.; Coulson, A.R.; Hong, G.F.; Hill, D.F.; Petersen, G.B., , Journal of Molecular Biology, 1982, 162 (4): 729–773, PMID 6221115, doi:10.1016/0022-2836(82)90546-0.
- Sanger, F., , Annual Review of Biochemistry, 1988, 57: 1–28, PMID 2460023, doi:10.1146/annurev.bi.57.070188.000245.

## 外部連結
- The Sanger Institute （页面存档备份，存于）
- 桑格研究院有關弗雷德里克·桑格的介紹 （页面存档备份，存于）
- 諾貝爾獎官方網站生平介紹
- 1958年諾貝爾獎（页面存档备份，存于）
- 1980年諾貝爾獎（页面存档备份，存于）
- Vega Science Trust的專訪影片
- National Portrait Gallery （页面存档备份，存于）
- 路易莎·格羅斯·霍維茨獎官方網站 （页面存档备份，存于）